# Medvind
Medvind är ett musikverk av och med James Hollingworth och Karin Liungman, skrevs delvis under deras nio månader långa resa till Marocko åren 1971–1972. Den gavs ut som LP år 1974 på dåvarande CBS, och är deras enda gemensamma produktion för vuxna. 

## Innehåll
1. 1985 – (Hollingworth)
2. Jag kommer tillbaka – (Liungman)
3. Elden är lös – (Hollingworth)
4. Morgon på Kungsholmen – (Liungman)
5. Det borde varit vildros – (Liungman)
6. Möte i Fes – (Hollingworth)
7. Sången om Mirleft
8. Jag vill se
9. Bli hos mig i natt
10. På gott eller ont
11. Hej du lilla ängel
12. Pianolåten